# هانک ون اولسن
هانک ون اولسن (انگلیسی: Henk van Ulsen; ۸ مهٔ ۱۹۲۷ – ۲۸ اوت ۲۰۰۹) هنرپیشه، و بازیگر تلویزیون اهل پادشاهی هلند بود. او در سال ۱۹۷۰ به عنوان بهترین بازیگر مرد جایزه لوئیس دوو را برنده شد.